# Poets of the Fall
Poets of the Fall(abreviat POTF) este o formație rock din Helsinki, Finlanda fondată de doi dintre membrii formației actuale și anume de Marko Saaresto și Olli Tukiainen în anul 2003. Membrii formației sunt Marko Mark Saaresto, Olli Tukiainen, Markus Kaarlonen. În concerte aceștia sunt acompaniați de către Jani Snellman (la chitară bas, Jaska Mäkinen (chitară) și Jari Salminen (baterie). Printre primele single-uri ale formației se numără Late Goodbye și Lift iar albumul lor de debut intitulat Signs of Life a fost lansat în Finlanda în anul 2005. Având un succes mare, albumul a reușit să primească discul de aur în mai 2005, iar în 2006 s-a bucurat și de un disc de platină. La câteva săptămâni de la lansare, albumul s-a clasat în Finnish Top 40 pe prima poziție în săptămâna patra și respectiv a șaptea a anului 2005, iar în clasament a stat în total timp de 56 de săptămâni.

## Discografie

### Albume de studio
- Signs of Life  (2005)
- Carnival of Rust  (2006)
- Revolution Roulette  (2008)
- Twilight Theater  (2010)
- Temple of Thought (2012)
- Ultraviolet (2018)